# Vërbeshtica
Vërbeshtica (albanska: Vërbeshtica, serbiska: Vrbeštica) är en by i Kosovo. Den ligger i kommunen Shtërpca. Enligt den senaste folkräkningen år 2011 fanns det 450 invånare.

## Demografi
| Demografi | 2011 |
| --------- | ---- |
| serber    | 449  |
| annat     | 1    |